# Liste von Jugendspielern des FC Ingolstadt 04
Die Liste von Jugendspielern des FC Ingolstadt 04 umfasst Fußballspieler, die seit der Vereinsgründung 2004 Mitglied in den Jugendmannschaften von FC Ingolstadt 04 waren.

## Spieler
- Name: Nennt den Namen des Spielers.
- Nat.: Nennt die Nationalität unter der der Spieler bspw. bei der FIFA geführt wird (bei zwischenzeitlichen Nationenwechseln/Verbandswechseln immer die letzte angeben).
- Position: Nennt die Position des Spielers, die er vorrangig gespielt hat ohne Spezialisierungen wie Innen-, Außen- etc., da diese vor allem im Jugendbereich öfters wechseln.
- Altersklassen: Nennt die Altersklassen, in denen der Spieler im Verein angehört hat sowie die zugehörigen Zeiträume sofern bekannt.
- Erreichte Titel: Nennt eventuelle gewonnene Jugendtitel wie Meisterschaften, Pokalsiege, Youth League etc.
- Wechsel zu: Nennt die erste Station nach dem Verlassen des Nachwuchsbereiches des Vereins.

Hinweis: Aufgenommen werden nur Spieler, die durch ihre spätere Laufbahn unsere Relevanzkriterien erfüllen. Sortiert sind die Spieler standardmäßig alphabetisch. U23-Spieler (z. B. 2. Mannschaft) werden nicht aufgenommen, da diese Ebene nicht offiziell als Jugendmannschaft zählt.
| Spieler                  | Nat.                    | Position          | Vorverein           | Altersklassen                                                  | Wechsel zu              |
| ------------------------ | ----------------------- | ----------------- | ------------------- | -------------------------------------------------------------- | ----------------------- |
| Fatih Baydemir           | Turkei                  | Stürmer           | Hertha BSC          | 07/2007–07/2008: U19                                           | Manisaspor              |
| Thomas Blomeyer          | Deutschland             | Abwehrspieler     | Eintracht Freising  | 07/2012–07/2014: U19                                           | FC Ingolstadt 04 II     |
| Niko Dobros              | Deutschland             | Stürmer           | 1. FC Nürnberg      | 07/2008–07/2009: U16 07/2009–07/2010: U17 07/2010–07/2012: U19 | FC Ingolstadt 04 II     |
| Michael Hefele           | Deutschland             | Abwehrspieler     | ST Scheyern         | 07/1999–07/2005: Jugend 07/2005–07/2006: U17                   | FC Augsburg U17         |
| Lucas Hufnagel           | Georgien                | Mittelfeldspieler | FC Bayern München   | 07/2011–01/2012: U19                                           | SpVgg Unterhaching U19  |
| Michael Krabler          | Deutschland             | Stürmer           | SC Münster 08       | 07/2009–07/2010: U17 07/2010–07/2011: U19                      | TSV Aindling U19        |
| Sanjin Lelić             | Bosnien und Herzegowina | Mittelfeldspieler | TSV 1860 München    | 01/2014–07/2014: U17                                           | FC Ingolstadt 04 II     |
| Bajram Nebihi            | Deutschland             | Mittelfeldspieler | TSV Ingolstadt-Nord | 07/2002–07/2003: Jugend 07/2003–07/2005: U17                   | SSV Jahn Regensburg U19 |
| Sinan Neumaier-Süngüoglu | Turkei                  | Stürmer           | FC Bayern München   | 07/2008–07/2009: U19                                           | SpVgg Unterhaching U19  |
| Manuel Ott               | Philippinen             | Mittelfeldspieler | TSV 1860 München    | 07/2009–07/2010: U19                                           | FC Ingolstadt 04 II     |
| Marin Pongračić          | Kroatien                | Abwehrspieler     | FC Bayern München   | 07/2013–07/2014: U17 07/2014–08/2016: U19                      | TSV 1860 München II     |
| Mehmet Sin               | Turkei                  | Stürmer           |                     | 07/2011: U19                                                   | TSV Langquaid           |
| Serge Yohoua             | Elfenbeinküste          | Stürmer           |                     | –07/2008: U19                                                  | FC Ingolstadt 04 II     |